# 費氏刺尻魚
費氏刺尻魚，為輻鰭魚綱鱸形目鱸亞目蓋刺魚科的其中一個種。

## 分布
本魚分布於夏威夷群島。

## 深度
水深10至95公尺。

## 特徵
本魚體橢圓形，全身橘黃色具有一個黑色的斑塊在胸鰭基底的正上方大約等於眼直徑，沿著背鰭與臀鰭的基底有很多緊密在一起細黑色點。腹鰭藍色；臀鰭有藍色邊緣。體長可達6公分。

## 生態
本魚棲息在碎石區底部。

## 經濟利用
可做為觀賞魚。